# Sally Fletcher
Sally Louise Fletcher-Saunders (apellido de soltera Coopeland, previamente Keating) es un personaje ficticio de la serie de televisión australiana Home and Away interpretada por la actriz Kate Ritchie desde el 17 de enero de 1988 hasta el 3 de abril de 2008. El 15 de julio de 2013 Kate regresó después de 5 años lejos de la serie y su última aparición fue el 5 de septiembre de 2013.

## Biografía
Sally tenía solo tres años cuando su madre biológica Diana Keating y su esposo Derek Wilson, murieron en un accidente de bote, así que se fue a vivir con su abuela la Sra. Keating, quien la ayudó a ajustarse a la pérdida de sus padres y a sentirse segura de nuevo, sin embargo cuando Sally apenas tenía cinco años y medio su abuela fue diagnosticada con Alzheimer, cuando su condición comenzaba a empeorar Sally faltaba a clases para quedarse con ella en casa para cuidarla. 
Mientras tanto, su padre biológico Aaron Copeland y su hermano gemelo Miles Copeland se mudaban a menudo para que su padre no fuera encontrado por las autoridades. Cuando Aaron se enteró de que su exesposa Diana habían muerto, decidió buscar a Sally, sin embargo descubrió que Sally ya había sido adoptada por los Fletcher y que la familia se había mudado a un lugar llamado Summer Bay.
Sus padre adoptivos Tom Fletcher y Pippa King-Fletcher se casaron en 1975, sin embargo Tom murió en 1990, después de que sufriera un derrame cerebral mientras se encontraba manejando; con él se encontraban sus hijos Steven, Bobby y Sophie. 
Sally quedó devastada por la muerte de Tom, por lo que le hizo muy difícil a su madre su nueva relación con Michael Ross, sin embargo en 1991 su madre se casó con Michael y al año siguiente dio a luz a su hermano Dale Ross, desgraciadamente Dale murió por el síndrome de muerte súbita, poco después en 1996 perdió a su padrastro Michael, quien murió ahogado mientras intentaba rescatar a su hijo adoptivo Sam Marshall y luego perdió a su hermana Bobby Marshall en un accidente de bote.
Durante su adolescencia Sally se volvió rebelde, incluso Alf Stewart la descubrió bebiendo en la playa. Luego Sally fue secuestrada por un hombre quien estaba enamorado de ella.
Sally ha salido con varios chicos y con algunos pasó momentos difíciles. Su primer enamoramiento fue con Damian Roberts, su hermano adoptivo, incluso le dio un beso mientras dormía. Luego le llamó la atención Joe Lynch, un estudiante un año más grande que él. Aunque en un principio Joe parecía estar interesado en Sally, cuando vio que la subdirectora su madre Teresa veía a Sally como una de sus favoritas comenzó a molestarla, a burlarse de ella y a humillarla en cada momento. 
En 1995 su primer novio fue Gus Bishop, el hermano menor de su maestra Donna, pero la relación terminó cuando Sally se dio cuenta de que las locuras de Gus eran mucho para ella. Poco después comenzó a salir con Nelson MacFarlane, el sobrino de Irene Roberts, sin embargo la relación terminó cuando Nelson se fue de Bay para ser tratado luego de quemarse en un incendio. Luego comenzó a salir con Jack Wilson, quien irónicamente tuvo parte de la culpa del incendio en donde Nelson salió herido, pero la relación terminó cuando Sally comenzó a hartarse de su egoísmo. 
Luego Sally comenzó a salir con Tim O'Connell, con quien perdió su virginidad, sin embargo la relación terminó cuando Tim fue arrestado luego de descubrirse que se encargaba de contrabandear a inmigrantes ilegales. Después de haber perdido a la persona más cercana a ella, la confianza de Sally comenzó a deteriorarse de nuevo y pronto comenzó a salir con el chico malo Scott Irwin, se acostó con él y robó exámenes para él, sin embargo pronto comenzó a sentirse culpable cuando Tim regresó a Bay después de que los cargos en su contra fueran desechados. 
Molesto con Sally por haber sido descubierto Scott robó varias cosas de la oficina de Donald Fisher y las plantó en el casillero de Sally para vengarse, sin embargo Aaron Welles se dio cuenta y tomó todos los objetos robados y los metió al casillero de Scott, quien fue descubierto y expulsado. Mientras se encontraba en el club de surf Scott buscando venganza atacó a Sally y casi la viola, pero fue rescatada por Tim, poco después Sally y Tim retomaron su relación.
Sin embargo la relación comenzó a deteriorarse cuando Tim se obsesionó con ella y a ponerse celoso y cuestionarla cada vez que la veía platicando con algún hombre, incluso Tim comenzó a decir que a Travis Nash le gustaban las jóvenes, luego de verlo abrazando a Sally, quien harta y molesta de su actitud rompió con él.
Luego de que su madre se mudará, Sally ahora en la universidad, no estaba a gusto con las responsabilidades que tenía como una de los adultos de la casa, así que se mudó con Vinnie Patterson y Jesse McGregor, poco después comenzó a salir con Sean Ellis, un hombre mucho mayor, cuya hija Daria era casi de la misma edad de Sally, pero la relación terminó cuando Sally descubrió que Sean se había acostado con su exesposa Teresa. 
Para continuar con su mala suerte sufrió heridas menores luego de recibir un disparo accidental de Murray, un hombre armado que trataba de robar el Diner.
Pronto Sally comenzó a desarrollar sentimientos por Vinnie Patterson y cuando este la acusó de ser aburrida, Sally decidió irse de viaje a Irlanda y en el 2000 cuando regresó a Bay lo hizo con Kieran Fletcher, su nuevo prometido. Harta de las burlas de Vinnie se mudó con Shauna Bradley y Leah Patterson - Baker.
Cuando se acercaba el día de la boda Sally comenzó a darse cuenta de las fallas de Kieran, sin embargo continuó con la boda. A la mitad de sus votos Gypsy Nash se levantó y dijo que Kieran había intentado acercarse a ella y aunque al principió Sally acusó a Gypsy de tener la culpa, pronto se dio cuenta de que el único culpable de todo era Kieran y luego de romper con él, Sally comenzó a desarrollar un trastorno obsesivo-compulsivo, pero pronto salió de él con la ayuda de Luke Harvey, el padrino de bodas de Kieran, quien después de su llegada a Summer Bay comenzó a ayudar a Sally a recuperarse, esta amistad pronto se convirtió en una relación la cual terminó en compromiso. 
Sally comenzó a trabajar en Bay High como la nueva maestra de historia, por lo que ella y Luke se veían poco y después de recibir un beso de Harry Reynolds, se dio cuenta de que no podía seguir con la boda y rompió con él. Sally comenzó a salir con Brett Egan, un maestro de High, pero luego de ser secuestrada por Hamish "Woody" Woodford y ver a Brett empujando a Noah Lawson, Sally lo reportó y esto acabó con la relación. 
Luego de que Leah y Vinine se casaran, Gypsy se mudó al cuarto de Leah y para sorpresa de ambas se hicieron muy buenas amigas, incluso Sally fue la primera en descubrir que Will Smith, el exnovio de Gypsy era el padre del bebé que Gypsy estaba esperando, la ayudó durante todo el embarazo, incluso asistió a clases de respiración con ella. Casi al mismo tiempo en el 2001 Sally tuvo una breve relación con Tom Nash, el hermano de Gypsy.
Para continuar su mala suerte Sally junto con otros residentes de Bay se perdieron durante un paseo en bote, mientras se encontraban celebrando el 150 aniversario de la ciudad, luego se perdió en el bosque con Sophie y Blake durante dos días, pero luego fueron rescatados.
Sally encontró el verdadero amor cuando Flynn Saunders comenzó a trabajar en el Drop-In, ambos se sintieron atraídos inmediatamente y pronto comenzaron a salir, sin embargo Sally se molestó cuando se enteró de que su "amiga" Shauna le había dicho a Flynn que la engañara con ella, por lo que Sally nunca la perdonó. Cuando un traficante entró al Drop-In buscando a la hermana de Flynn, Ashley Saunders, Sally salió con heridas menores, pero cuando se encontraba en el hospital descubrieron que tenía cáncer en los ovarios, así que antes de que le hicieran la histerectomía, Sally congelo algunos de sus huevos y le sugirió a Flynn que tuvieran un hijo, mediante un vientre prestado, después de varios inicios en falsos por fin Sophie decidió hacerlo, sin embargo durante el primer ultrasonido después de que el huevo fuera implantado, se descubrió que Sophie cargaba a dos bebés de padres diferentes uno era el bebé de Sally y Flynn y el otro de Blake y la propia Sophie, por desgracia poco después Sophie abortó al bebé de Sally.
Pronto Sally se convirtió en la nueva subdirectora de Bay High, y rápido se encontró con muchos problemas en la forma de Barry Hyde, el nuevo director. Sin embargo la felicidad llegó a la vida de Sally cuando Flynn le propuso matrimonio enfrente de toda la clase, después de casarse, la familia se completó cuando su amiga Leah se ofreció para prestar su vientre y poco después Flynn y Sally tuvieron la pequeña Pippa Saunders, la felicidad no duró mucho ya que la familia pronto se encontró tomada como rehén junto a casi la mitad de Bay por la loca y adicta a las drogas Sarah Lewis.
Luego de comprarle el Caravan Park a Beth Hunter, Sally y Flynn adoptaron a Ric Dalby, el nieto de Alf y poco después adoptaron a Cassie Turner, quien se había quedado sola después de que su abuela muriera.
Sin embargo la felicidad de la familia pronto se vio mermada cuando Sally fue empujada de las escaleras por el acosador de Summer Bay, por lo que fue hospitalizada y después de ser dada de alta y salir del hospital Sally sufrió una hemorragia cerebral, por lo que fue hospitalizada de nuevo, durante este tiempo alguien intento matarla arruinando el tanque de soporte de vida, cuando fue dada de alta del hospital por segunda vez, Sally fue secuestrada por Eve Jacobsen, quien se había hecho pasar por la enfermera Zoe McAllister y amarrada en un edificio abandonado y lleno de gas, pero Sally se las arregló para salir antes de que este explotara.
Poco después la pequeña Pippa fue secuestrada por Diesel Williams, un estudiante que estaba enamorado de Sally y que había dicho que él y Sally habían tenido un amorío, pronto Sally comenzó a ser investigada por la Policía y por el Departamento de Educación, sin embargo después de que Flynn lograra vencer a Diesel este confesó toda la verdad. 
Para continuar con las tragedias en su vida, Flynn fue diagnosticado con cáncer de piel, desgraciadamente como su condición estaba tan avanzada, no podía ser operado, así que conforme el tiempo pasaba la salud de Flynn se deterioraba más y no mucho después murió, lo que dejó a Sally y a Ric y Cassie destrozados. Dándose cuenta de lo sola que estaba Alf Stewart, quien es un padre para Sally se mudó con ella y pronto a ellos se les unió la nieta de Alf, Martha MacKenzie - Holden.
Después de que Barry fuera reemplazado como el director de Summer Bay High por Brad Armstrong, el hermano de la doctora Rachel Armstrong, las chispas comenzaron a volar entre ellos, pero quedó desilusionada cuando se enteró de que Brad estaba casado con otra mujer Emily Richmond, pronto se enteró de que Emily pasaba por una situación similar a la que ella había pasado con Flynn, ya que estaba muriendo por Leucemia; antes de morir Emily le pidió a Sally que cuidara de Bra, y poco después comenzaron a salir.
Pronto Sally se convirtió en el objetivo de Rocco Cooper, un antiguo pandillero el cual Sally había inscrito en la escuela a pesar de la negativa de Brad. Sally hizo todo lo posible para ayudarlo a enderezar su vida, incluso lo dejó irse a vivir con ella, sin embargo Rocco se vio envuelto de nuevo en el mundo de su hermano Johnny y cuando Rocco hizo que Johnny y su pandilla fueran arrestados, este lo amenazó con matarlo si no se deshacía de Sally, a quien culpaba por su ruptura. Así que Rocco apuñaló a Sally y la dejó por muerta, sin embargo ella sobrevivió.
Las malas noticias para Sally continuaron ya que después de que Johnny matara a su hermano, Ric fue detenido por su muerte, pero luego fue liberado cuando todo se aclaró, el incidente hizo que Sally y Brad se unieran más a tal punto que Brad se mudó con Sally. Poco después Brad le propuso matrimonio a Sally pero ella lo rechazó, sin embargo cuando Brad se perdió en el mar junto a Alf, Dan y Ric, cambió de parecer y aceptó. 
De inmediato Sally comenzó a arrepentirse y el día de la boda decidió que no quería casarse con Brad y lo dejó plantado en el altar, ya que no quería dejar de estar casada con Flynn, el gran amor de su vida.
Después de esto Sally creyó que todo iba a regresar a la normalidad, pero no fue así, ya que Brad se mudó y se alejó de ella, al igual que Rachel, la hermana de Brad quien se distanció de Sally. Con Ric y Cassie lejos el mundo de Sally comenzó a desmoronarse, pero todo mejoró cuando ambos regresaron, poco después tuvo la oportunidad de redimirse cuando le ofreció una casa a Tamsyn Armstrong, la media hermana de Brad y Rachel, sin embargo quedó decepcionada cuando Brad no se dio cuenta de sus intentos por mejorar la relación entre ellos y más cuando él comenzó a buscar un lugar para que el y Tamsyn vivieran.
Las desgracias no dejaron de llegar a la vida de Sally, ya que poco después su pequeña hija Pippa fue arroyada sin querer por Alf, aunque Pippa se recuperó a Sally se le hizo muy difícil perdonarlo, por lo que Alf decidió mudarse y cuando se enteró de que Leah y Colleen Stewart planeaban una fiesta de bienvenida para Pippa se molestó y dijo que no había nada que celebrar sin Alf y Brad. Después de platicar con Leah, Sally le dijo que sin Alf, la única persona constante en su vida, ya no se sentía a salvo; así que decidió ir a buscarlo para invitarlo a la fiesta, la cual se convirtió en una enorme celebración de bienvenida para Alf y Pippa. 
Cuando Sally y Brad compartieron un beso, Sally tenía la esperanza de que eso significara que regresarían, sin embargo Brad no estaba seguro, eventualmente Sally se dio cuenta de que si sentían algo el uno por el otro, pero que querían cosas diferentes.
Al inicio del 2008 Sally se encontró con un hombre desaliñado llamado Miles, a quien le ofreció comida, ropa limpia y un lugar para vivir; eventualmente Miles le reveló que en realidad era su hermano gemelo Miles "Milco" Copeland, al inicio no le creyó ya que no recordaba haber tenido un hermano, porque siempre había creído que era la hija única de sus padres biológicos y que "Milco" era solo su amigo imaginario, a quien había creado cuando era pequeña para ayudarla a superar su soledad. Eventualmente recordó a una mujer que le enseñaba a decir el nombre de su hermano mientras que un hombre la alentaba, también recordó a ella y Miles celebrando su cumpleaños número tres, al darse cuenta y después de 26 años separados se reunieron.
Sin embargo la felicidad no duró mucho, ya que Johnny Cooper escapó de prisión y comenzó a armar su venganza en contra de Sally, después de engañar a Miles para que entrara a la casa, Johnny obligó a Sally a bajar de las escaleras, amenazando a Colleen con matarla si Miles y Roman Harris intentaban hacer algo. 
Cuando Johnny se distrajo por un momento Miles corrió hacia él, sin embargo no antes de que Johnny apuñalara a Sally; pronto el oficial Jack Holden llegó y le disparó a Johnny pero este se las arregló para escapar, Sally rápidamente fue llevada al hospital y mientras era operada tuvo una "experiencia cercana a la muerte" en donde su padre adoptivo Tom Fletcher le dijo que Summer Bay no sería lo mismo sin ella, que se convertiría en un lugar sombrío, aburrido y deprimente y que Colleen y Miles se culparían por su muerte, luego le mostró cual sería su tumba y le dijo que se reuniría con sus seres queridos Bobby Simpson, Michael Ross, Ailsa Stewart y por supuesto su gran amor Flynn Suanders. 
Tom le dijo que como su muerte no había sido planeada Sally tenía la decisión de vivir o morir, así que decidió regresar, antes de regresar Tom le dijo que debía haber un balance y que si ella regresaba alguien más tenía que tomar su lugar, por lo que Sally cambió de opinión pero Tom le dijo que su decisión ya había sido tomada y que no podía cambiarla, Tom le mandó todo su amor a Pippa y pronto Sally comenzó a recuperarse en la mesa de operaciones.
Sally confió en Alf y le contó lo sucedido, ya que él había pasado por algo similar, así que Alf le dijo que tuviera cuidado a quien se lo contaba. Tom le había mostrado a Sally, que Leah estaba molesta por algo, por lo que Sally comenzó a temer que alguien cercano a Leah fuera la persona que iba a morir, lo cual resultó ser cierto ya que poco después el esposo de Leah, Dan Baker murió en un accidente de rappel, al ver que Leah se culpaba por la muerte de Dan y recordando lo que Tom le había dicho, Sally le contó sobre su experiencia pero Leah no le creyó, aunque le agradeció por ser una buena amiga y haber inventado la historia.
Sally renunció a Summer High y después de sentir que ya no tenía responsabilidades en Bay y con Cassie pasando por duros momentos, después de descubrir que estaba embarazada y que era VIH positiva, decidió irse de Summer Bay y viajar por el mundo con Cassie y Pippa.
Antes de irse un concierto fue organizado en la escuela en su honor, por su hermano Miles, quien ahora trabajaba en la escuela como maestro. Después de las celebraciones Sally regresó a su casa y descubrió que esta había sido robada, poco después se descubrió que el responsable había sido Noel Anderson, quien estaba intentando chantajear a Ric. 
Al día siguiente Sally pasó un tiempo en la playa en donde tuvo una hermosa plática con Miles y le dejó parte del Caravan Park, una de sus últimas escenas fue con Alf en donde ambos compartieron una última y emocional despedida, en un momento Sally lo llamó señor Stewart, por lo que Alf le pidió que lo llamara Alf, y Sally respondió "usted siempre va a ser el Sr. Stewart para mí Alf", después de esto Sally dejó Bay y se dirigió al aeropuerto, para comenzar una nueva vida en Phuket con la pequeña Pippa y Cassie. 
Algunas semanas más tarde se reveló que Sally había dejado temporalmente de viajar para tomar un trabajo de maestra en un orfanato en Phuket. A menudo se contacta con Miles y el 24 de julio de 2008 le dijo que Cassie había dado a luz a una niña llamada Summer Rose y que esta era VIH negativo.
En abril del 2009 Pippa Ross regresó brevemente a Bay y le dijo a Miles que Sally extrañaba muchísimo la bahía. Sally es muy unida Sophie Simpson, Sam Marshall, Shannon Reed, Lance Smart, Gypsy Nash y Leah Ppulos.